# Lijst van voetbalinterlands Aruba - Dominica
Deze lijst van voetbalinterlands is een overzicht van alle officiële voetbalwedstrijden tussen de nationale teams van Aruba en Dominica. De landen speelden tot op heden een keer tegen elkaar. Dat was een kwalificatiewedstrijd voor de CONCACAF Gold Cup 2013 op 25 september 2012 in Bridgetown (Barbados).

## Wedstrijden
| № | Plaats     | Datum             | Competitie                          | Wedstrijd        | Uitslag |
| - | ---------- | ----------------- | ----------------------------------- | ---------------- | ------- |
| 1 | Bridgetown | 25 september 2012 | CONCACAF Gold Cup 2013 kwalificatie | Dominica – Aruba | 3 – 2   |

## Samenvatting
| Competitie                     | Totaal gespeeld | Winst Aruba | Gelijk | Winst Dominica | Doelsaldo Aruba – Dominica |
| ------------------------------ | --------------- | ----------- | ------ | -------------- | -------------------------- |
| CONCACAF Gold Cup-kwalificatie | 1               | 0           | 0      | 1              | 2 – 3                      |
| Totaal                         | 1               | 0           | 0      | 1              | 2 – 3                      |

Wedstrijden bepaald door strafschoppen worden, in lijn met de FIFA, als een gelijkspel gerekend.
AVB · A-internationals · Arubaans vrouwenelftal · Olympisch elftal
Amerikaanse Maagdeneilanden ·
Antigua en Barbuda ·
Barbados ·
Bermuda ·
Britse Maagdeneilanden ·
Canada ·
Costa Rica ·
Cuba ·
Curaçao ·
Dominica ·
Dominicaanse Republiek ·
El Salvador ·
Grenada ·
Guam ·
Guyana ·
Haïti ·
Jamaica ·
Kaaimaneilanden ·
Montserrat ·
Nederlandse Antillen ·
Panama ·
Puerto Rico ·
Saint Kitts en Nevis ·
Saint Lucia ·
Saint Vincent en de Grenadines ·
Suriname ·
Turks- en Caicoseilanden ·
Venezuela
DFA · 
Vrouwenvoetbalelftal van Dominica
Interlands
Tegenstander:
Amerikaanse Maagdeneilanden ·
Anguilla ·
Antigua en Barbuda ·
Aruba ·
Bahama's ·
Barbados ·
Bermuda ·
Britse Maagdeneilanden ·
Canada ·
Cuba ·
Dominicaanse Republiek ·
Grenada ·
Guatemala ·
Guyana ·
Haïti ·
Jamaica ·
Mexico ·
Nicaragua ·
Panama ·
Saint Kitts en Nevis ·
Saint Lucia ·
Saint Vincent en de Grenadines ·
Suriname ·
Trinidad en Tobago ·
Turks- en Caicoseilanden